# Lâu đài Náchod

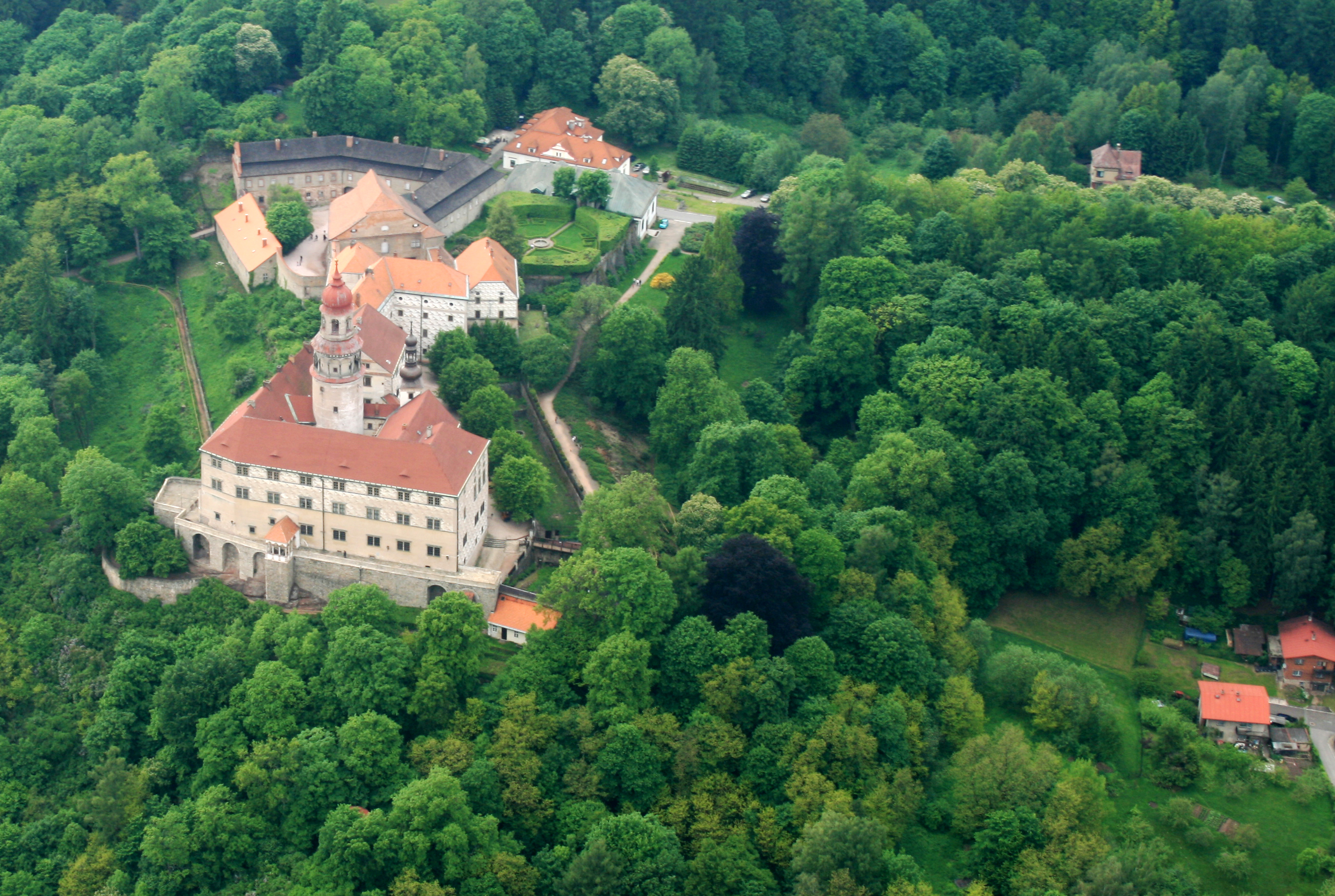
Lâu đài Náchod

Lâu đài Náchod được xây dựng vào giữa thế kỷ 13.

## Lịch sử
Năm 1544, Zikmund Smiricky đã mua lại và xây dựng lại lâu đài theo phong cách Phục hưng. Năm 1634, Ottavio Piccolomini đã cải tạo lâu đài theo phong cách Baroque theo thiết kế của kiến trúc sư Carlo Lurago và Giovanni Battista Pieroni.
Lâu đài đã bị hư hại bởi pháo binh Thụy Điển trong một cuộc bao vây ngắn vào năm 1639. Do đó, lâu đài được tăng cường phòng thủ. Năm 1721 một cơn bão đã phá hủy tòa tháp lâu đài chính, từ đây là sự kiện đánh dấu hàng loạt cải tổ về sau. Năm 1751 một khu vườn của Pháp được bố trí trên con hào. Năm 1790 một nhà hát được xây dựng. Năm 1866 cuộc Chiến tranh Áo-Phổ diễn ra, lâu đài đóng vai trò là bệnh viện quân đội.
Ngày nay, lâu đài đóng vai trò như một viện bảo tàng. Các triển lãm gồm các bộ sưu tập thú vị từ thời Hoàng tử Ottavio Piccolomini, hầm gothic,...